# ロンドン・ビーズ
ロンドン・ビーズ（英: London Bees）は、イングランドの女子サッカークラブでFA女子ナショナルリーグ・サウスに参加する。提携先はバーネットFC。1975年の創設時のディストリクト・ライン・レディースFC（英: District Line Ladies F.C.）以来、何度か改称を重ねてきた。機構改革が行われたFA女子選手権の初年2014年シーズンに加わったのち、ロンドン・ビーズにブランド化した。1軍チームの下にユースアカデミーを置く。本拠地ハイヴ・スタジアムでトレーニングとプレーの両方を行う。

## 沿革
当クラブはディストリクト・ライン・レディースFC（1975年）として生まれ、ウェンブリーFCとの合併により1993年からウェンブリー・レディースFC（英: Wembley Ladies FC）に改称した。本拠地はハンウェルタウンFCのピッチを借りるため移動（1997年）、この時は名称を変更していない。翌1998年、提携先を変更してバーネットFCと組むとバーネット・レディースFC（英: Barnet Ladies FC）と合併、広域ロンドン・リーグ傘下のバーネットFCレディース（英: Barnet FC Ladies）を結成した。
2010年3月、FA女子スーパーリーグ入りに賭けるが、成功しなかったと公表される。2013年の成績によりWSL2014シーズンへの参加資格を得ると、「ロンドン・ビーズ」という新しいクラブ名でシーズンを戦った。
2016年のFA WSL夏シーズンでは、WSL2クラブ初のFA WSLカップ準決勝進出を果たす。その陰にチェルシー・レディースのペナルティ敗退、シェフィールド・レディース戦の勝利が重なった。結果、準決勝ではバーミンガムシティ・レディース戦に敗北した。
2020-21シーズンをイングランド女子選手権最下位で終え、第3部に降格した。

## 現在の選手
2021年12月1日現在
注：選手の国籍表記はFIFAの定めた代表資格ルールに基づく。
| No. | Pos. |              | 選手名                             |
| --- | ---- | ------------ | ---------------------------------- |
| 1   | GK   | イングランド | フェイ・ヘイゼルトン               |
| 2   | DF   | イングランド | Jess Burke                         |
| 4   | MF   | イングランド | ダニエル・パッドフット             |
| 5   | DF   | イングランド | Amber Tullet                       |
| 6   | DF   | イングランド | ハナー・ポーター                   |
| 7   | FW   | イングランド | Frankie Webster                    |
| 8   | MF   | アイルランド | フロー・ギャンビー                 |
| 9   | FW   | イングランド | コートニー・ウォード＝チェンバース |
| 10  | DF   | イングランド | パーカー・ダン                     |
| 11  | FW   | イングランド | Hannah Coote                       |
| 12  | MF   | イングランド | Lauren Heria                       |
| 13  | FW   | イングランド | Nikki Jancey                       |

| No. | Pos. |              | 選手名                   |
| --- | ---- | ------------ | ------------------------ |
| 14  | MF   | イングランド | Chiara Lape              |
| 15  | FW   | イングランド | ミリー・コンスタンティン |
| 17  | DF   | イングランド | Sophie Lee               |
| 18  | MF   | イングランド | Sabiha Jamal             |
| 19  | DF   | イングランド | Megan Wood               |
| 20  | GK   | イングランド | Shayla Burgess           |
| 22  | MF   | アルバニア   | アルケタ・ラーガミ       |
| 23  | DF   | イタリア     | Stef Paci                |
| 24  | MF   | イングランド | Gemma Croucher           |
| 25  | FW   | イングランド | Jade Bell                |
| 39  | DF   | イングランド | ジョー・ウィルソン       |

## 現職の技術スタッフ
| 職名                   | 氏名                     |
| ---------------------- | ------------------------ |
| 総監督                 | ナターシャ・クレアンサス |
| 筆頭監督               | シアン・オスモンド       |
| 筆頭副監督             | ゲイリー・ベイリー       |
| ゴールキーパー・コーチ | メアリー・フーリハン     |
| S＆Cコーチ             | コナー・リンチ           |
| 作業療法士             | ジェイド・ドーナン       |
| チーム・アナリスト     | ジェイク・トイヤー       |
| スポーツ心理学者       | ビリー・ドハティ         |
| 広報                   | ハワード・ブルーム       |

## 著名な元選手
注記：以下の選手は歴代のクラブ※でプレーし、国際レベルで完全に公認された。（※＝ディストリクトライン・レディース、ウェンブリー・レディース、バーネットFCレディース、またはロンドン・ビーズ。）
| - en:Evdokia Popadinova - en:Natasha Dowie - Carol Harwood - en:Lesley Higgs - en:Kim Jerray-Silver - en:Justine Lorton - en:Kristy Moore - en:Danielle Murphy - en:Kelly Smith - Emma Beckett - en:Jemma Connor-Iommi - Jan Mooney | - en:Ayala Liran - en:Naz Ball - en:Eleri Earnshaw - Sydney Hinchcliffe - Danielle Oates - en:Sally Wade - en:Laura-May Walkley - en:Ruesha Littlejohn - en:Rachel Unitt - en:Charlie Estcourt - Helen Ward |

## 歴代の監督
| 監督                         | 日付                  |
| ---------------------------- | --------------------- |
| リー・バーチ                 | 2019年5月– 2021年2月  |
| レイチェル・ヤンキー         | 2019年2月– 2019年5月  |
| ルーク・スウィンドルハースト | 2017年7月– 2019年2月  |
| デイヴィッド・エドモンソン   | 2016年2月– 2017年5月  |
| ジュリアン・ブルームズ       | 2014年8月– 2015年10月 |

## 受賞歴

### クラブ
- FA女子プレミアリーグ・サザン・ディビジョン：
  - 優勝（2回）： 1992–93（ディストリクトライン名義）

2009–10 （バーネットFCレディース名義）
- FA女子プレミアリーグ・カップ（英語版）：
  - 優勝（2回）： 1995–96（ウェンブリー・レディース名義）

2010–11（ロンドン・ビーズ名義）
- FA WSLカップ（英語版）：
  - 準決勝： 2016年、コンチネンタルカップ（英語版）

### 選手
- FA WSL2ゴールデンブーツ賞
  - 勝者：ジョー・ウィルソン (DF)。2016年リーグの10ゴール達成
- FA WSL2月間選手賞（2017/18年4月）
  - 勝者：ケイティ・ウィルキンソン (MF)
- FA WSL2月間選手賞（2019/20年1月）
  - 勝者：サラ・クァントリル (GK)

### 監督
- 2019/20年9月期LMA女子選手権月間監督賞
  - 受賞：リー・バーチ
- 2019/20年1月期・同賞
  - 受賞：リー・バーチ